# 羅莎莉 (阿拉巴馬州)
羅莎莉（英語：Rosalie）是一個位於美國阿拉巴馬州傑克遜縣的非建制地區。該地的面積和人口皆未知。

## 地理
羅莎莉的座標為34°41′59″N 85°46′07″W / 34.69980°N 85.76858°W，而該地的平均海拔高度為452米（即1483英尺）。